# Leon Suzin

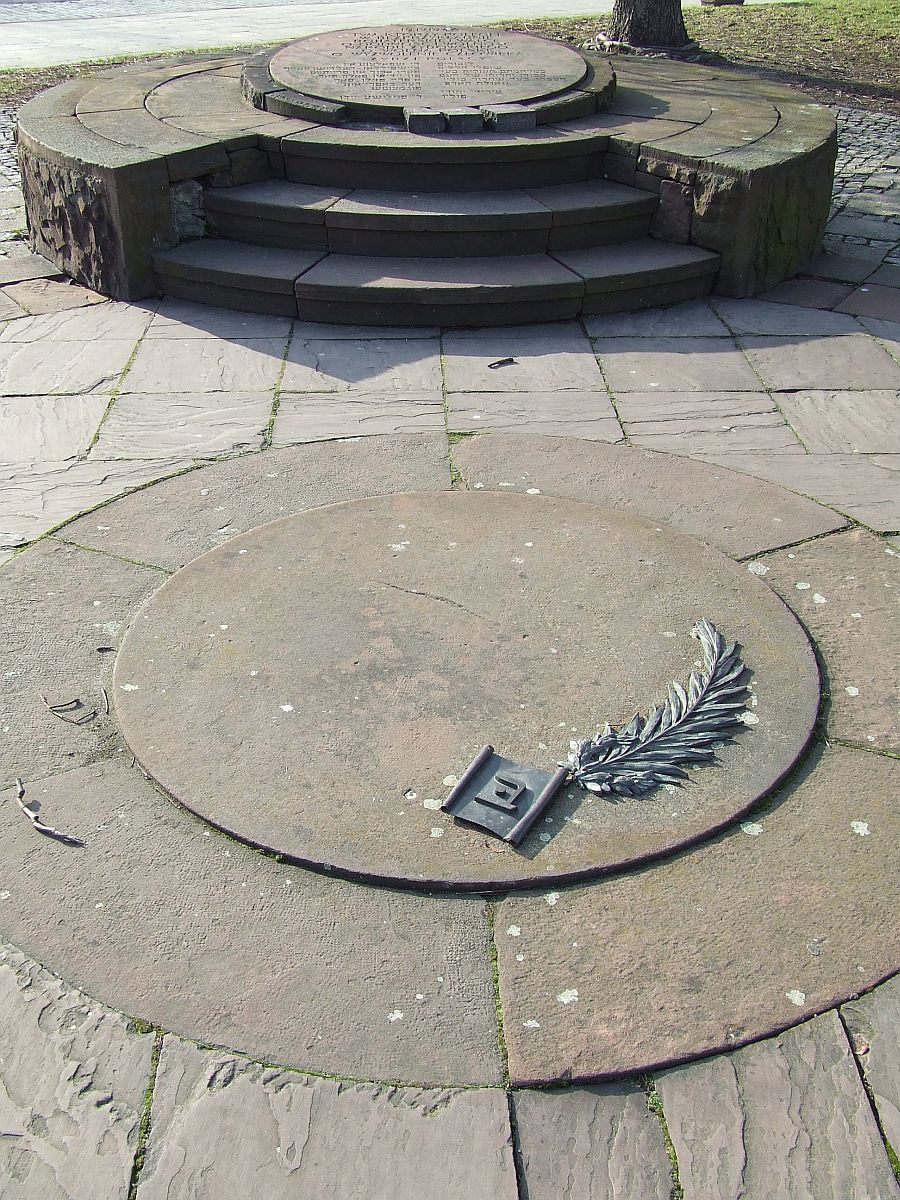
Lapide commemorativa del monumento agli eroi del ghetto di Varsavia, inaugurata nel 1946

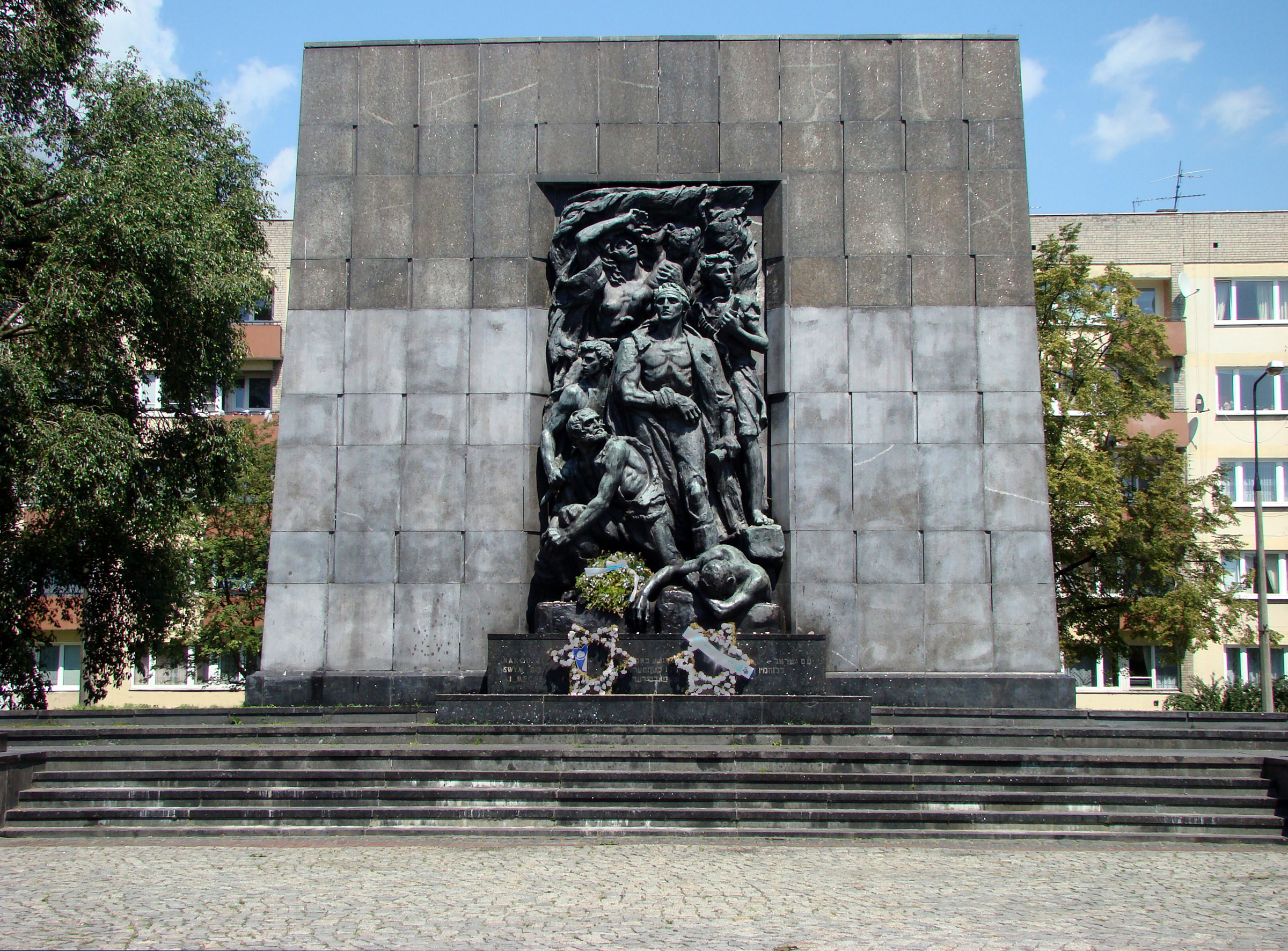
Monumento agli eroi del ghetto, inaugurato nel 1948

Leon Marek Suzin (Varsavia, 18 giugno 1901 – Varsavia, 21 dicembre 1976) è stato un architetto polacco.

## Biografia
Suzin si laureò alla facoltà di architettura del Politecnico di Varsavia e alla scuola di disegno W. Gerson della Studentenverbindung Welecja, di mentalità filistea. In seguito fu docente di disegno e di geometria descrittiva presso la facoltà di architettura del Politecnico di Varsavia e presso la scuola di architettura femminile Stanisław Noakowski.
Nel secondo dopoguerra fu autore della lastra commemorativa del monumento agli eroi del ghetto di Varsavia, inaugurata il 16 aprile 1946. Collaborò poi con lo scultore Nathan Rapaport alla progettazione di un secondo monumento, inaugurato il 19 aprile 1948. Progettò inoltre l'edificio dell'istituto geografico di Varsavia e si occupò della ricostruzione della chiesa della Guarnigione in via Ulica Długa, sempre a Varsavia.
Nel 1956, grazie al ritrovamento di vecchi schizzi e disegni tecnici, fu in grado di eseguire un'analisi fotogrammetrica della famosa statua di Fryderyk Chopin, distrutta nel 1940 durante la seconda guerra mondiale, permettendone dunque la ricostruzione. La statua si trova attualmente nel parco Łazienki di Varsavia.
Fu autore dell'opera Perspektywa wykresowa dla architektów (Prospettiva grafica per architetti), un libro di testo contenente informazioni di base sul metodo delle proiezioni ortogonali e sulle costruzioni prospettiche.
Morì nel 1976 e fu sepolto nel cimitero Powązki di Varsavia, nella tomba della famiglia Mucharski. Fu il padre del presentatore televisivo polacco Jan Suzin (1930-2012).

## Opere architettoniche

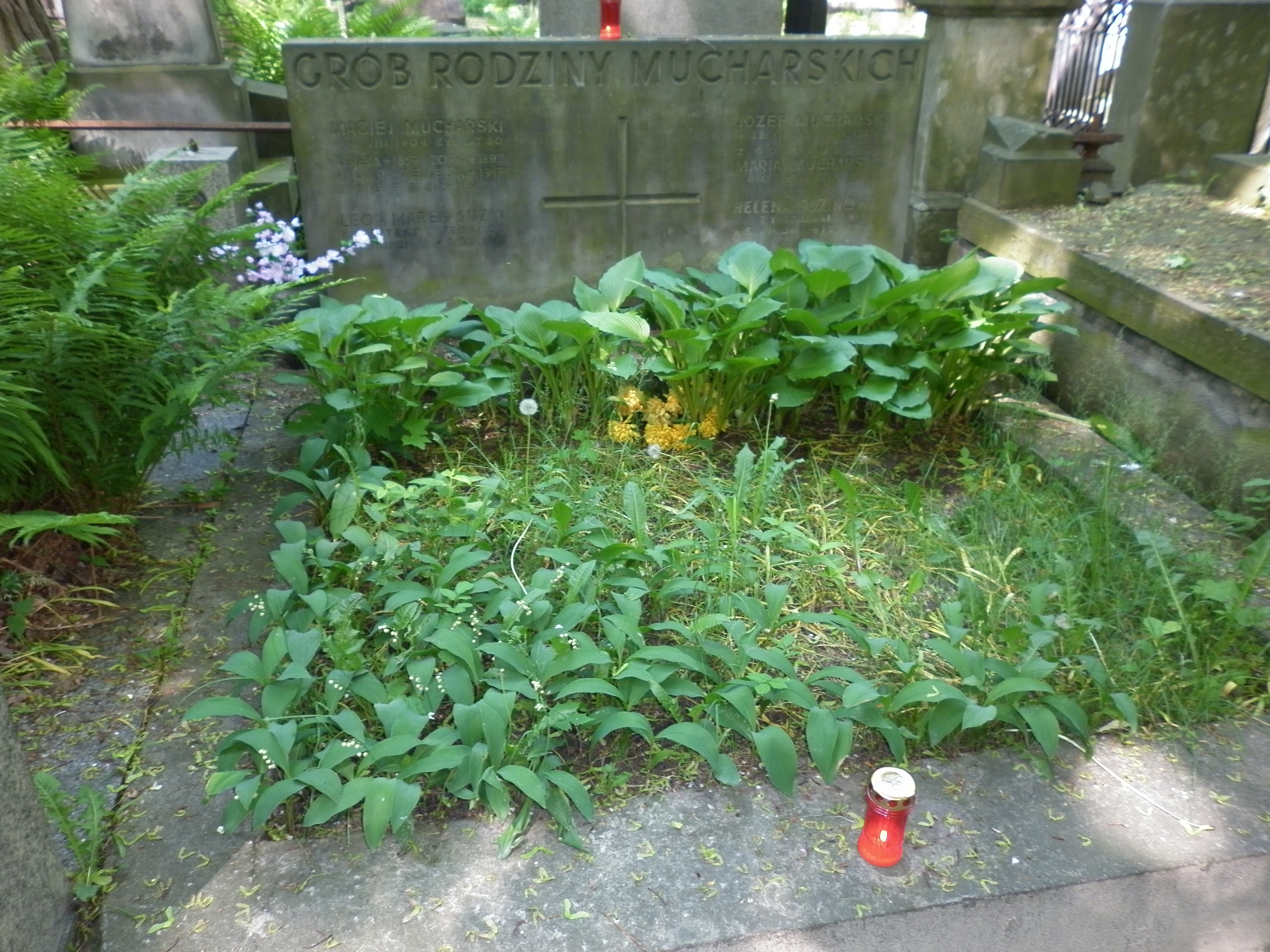
La tomba di Leon Suzin al cimitero Powązki

### Nel periodo prebellico
- Sede del sindacato dei dipendenti autonomi territoriali a Varsavia presso Alejach Jerozolimskich 91 (progettato insieme all'architetto Bohdanem Krzemieniewskim)

### Nel dopoguerra
- Monumento agli eroi del Ghetto (con Natan Rapaport, 1947, inaugurato il 19 aprile 1948)
- Sede centrale del gruppo chimico internazionale Ciech in via Jasna 12 a Varsavia (1950-1951)
- Ricostruzione della chiesa della Guarnigione (l'attuale Cattedrale di Campo dell'Esercito Polacco) a Varsavia in via Długa 13/15 (1946-1960)
- Chiesa parrocchiale di Miłonice (1958-1962)
- Pomnik Żołnierza 1 Armii Wojska Polskiego (Monumento al soldato della 1ª armata dell'esercito polacco, progettato assieme a Xawery Dunikowski, 1963)

## Opere letterarie
- Perspektywa wykresowa dla architektów (Prospettiva grafica per architetti), "Arkady", Varsavia, 1974
- Rysunek techniczny dla techników budowlanych (Disegno tecnico per tecnici edili), WSiP, Varsavia, 1979